# Kertészeti kórokozók és kártevők
A kertek gyümölcsfáinak és zöldségféléinek növekedését, gyümölcsérlelését sokféle kártevő veszélyeztetheti. Közülük a legtöbb kárt a gombák és a rovarok okozzák. Általában közvetlenül a termést támadják meg, de károsíthatják a növény más részeit is. Ezzel terméscsökkenést okoznak. Az ellenük való védekezés nagy szaktudást igényel.

## Vírusos betegségek
A klorotikus, klorotikus-nekrotikus gyümölcsfoltosság-vírus a csonthéjasokat, míg a himlővírus a kajszit, őszibarackot és a szilvát támadja meg.
A leggyakoribb azonban a sárga mozaikvírus és a fertőző leromlásvírus, amelyek a szőlőt támadjak meg.
A fertőzött növényeket nem lehet növényvédő szerekkel meggyógyítani, ezért a megelőzésre, a fertőzött részek, vagy növények azonnali eltávolítására és megsemmisítésére (elégetés) kell nagy gondot fordítani.
Tünetei
A fertőzött növény fajtájától, fajától függően, egy részüknél jól látható tüneteket lehet megfigyelni: gyűrűs foltosság, gyümölcsfoltosság, kitöredezés, levélrész barnulás, mozaikfoltosság, szalagosodás, rövid szártagúság.
Más részüknél viszont tünetmentes, lappangó állapotban, vagy csak időnként észlelhető tüneteket mutatva él a növényben.
Közös tulajdonságuk, hogy a növény fejlődése lelassul, vagy leáll, terméspusztulás, vagy a növény teljes pusztulása is bekövetkezhet.
Védekezés
Vírusmentes szaporítóanyag előállítás, beszerzése, és ültetése, a vírus terjesztő rovarok levéltetvek, kabócák, és az atkák elleni védekezés. Valamint a felfedezett fertőző gócok (beteg növények), megsemmisítése.

### Dinnyeelhalásosfoltosodás-vírus
A dinnyeelhalásosfoltosodás-vírust világszerte az üvegházakban termelt dinnye és uborka terjeszti. A betegség jelentősége abból áll, hogy a levelek elszíntelenednek, a termés deformálódik és a terméshozam minősége romlik.
- A dinnyeelhalásosfoltosodás-vírust a talaj hordozza. Vektorok terjesztik (Olpidium fajok), de mechanikusan is terjedhet a metszőszerszámokkal, a növények érintkezésével, vagy maggal.

## Baktériumos betegségek

### Golyvásodást okozó baktériumok
- A málna és szőlő agrobaktériumos gyökérgolyvája (Agrobacterium tumefaciens)

A szőlő gyökerén, majd a tőke többéves részein karfiolszerű daganatok keletkeznek. A tőke egyes részei – akár az egész tőke is – fokozatosan leromlik, majd elpusztul.
A málnán a gyökérnyakon vagy a gyökereken fordulhat elő.
A talajból fertőző kórokozó a telepítésre kerülő szaporítóanyagon észlelhető vagy a kitermeléskor látható.
- A málna agrobaktériumos vesszőgolyvája (Agrobacterium rubi)

A málnaültetvényekben elvétve fordul elő.
Védekezés
- A telepítésre csak ellenőrzött, vírusmentes szaporítóanyagot szabad felhasználni, ügyeljünk arra, hogy agrobaktériumos gyökér- vagy vesszőgolyva tüneteit mutató növényeket ne használjunk fel.
- Átmeneti tüneti kezelést jelent a beteg részek eltávolítása, majd Cerezán 0,5%-os ecsetelése.

### Foltosodást okozó baktériumok
- Gombán a Pseudomonas tolaasii a gombafejek foltosodását, elszíneződését okozza.
- Paradicsomon Xanthomonas campestris pv. vesicatoria és a Pseudomonas syringae pv. tomato hasonló tüneteket okoz.

Tünetei
- Kis méretű 1-3 mm nagyságú foltok jelennek meg a leveleken. A foltok elhaltak (nekrotikusak), közepüket sárga gyűrű veszi körül. A leveleken nagy, elhalt területek jönnek létre a foltok összeolvadása révén. A foltok megjelenhetnek a száron és a levélnyeleken szabálytalan alakot öltve.

Védekezés
A védekezést a megelőzésre és az agrotechnikai védekezésre kell koncentrálni:
- magok csávázása (Kasumin 2 L)
- negatív szelekció (a fertőzött egyedek eltávolítása, kigyomlálása)
- vetésforgó
- a baktérium terjedését elősegítő műveletek mellőzése (ne érintsük, metsszük stb a növényeket ha azok nedvesek)
- a fertőzött növényi részek eltávolítása, megsemmisítése
- kiültetés után réztartalmú szerekkel történő permetezés
- fontos a talaj fertőtlenítése és a mechanikus terjedés megakadályozása.
- a talajfertőtlenítő szerek (Basamid) használata után ellenőrizni kell a talaj szermaradvány-mentességét.

## Gombás betegségek
A legtöbb gombafaj beltéri termesztése sterilizált vagy pasztörizált táptalajt igényel, mivel benti körülmények között könnyen elszaporodhatnak a nem kívánt gombafajok is, például a különböző penészfajták. Ha egy idegen faj is bekerül valahogy a táptalajba (süteménybe), ott optimális körülményeket találva, és versenytársak hiányában, könnyen elhatalmasodhat a termeszteni kívánt gombafajtán.

### Lisztharmat
Lisztharmat az a fehér, lisztszerű bevonat, melyet az Erysiphe-családba tartozó gombák okoznak a növények főleg zöld levelein, hajtásvégeken. A levelek besodródnak, görbülnek, elszáradnak, lehullanak.
A lisztharmatgombák valamennyien külső paraziták, azaz miceliumuk csupán a megtámadott növények bőrén terjed és szaporodik el, nem szövi át sohasem azok belsejét, csupán a felhősejtekbe bocsát egyes szívókákat (haustoriumokat) a gazdanövény nedveinek szívására. A Lisztharmat gombáknak két fejlődési alakja van, a conidium és perithecium alakja.
1. A conidiumok rendesen színtelen, tojás alakú sejtek, amelyek nagy számban fűződnek le tavasszal és nyáron a gazdanövény felületét belepő micéliumszálakból kiemelkedő tartókról, amelyek elválásuk után, ha az időjárás meleg és nedves, azonnal képesek csirázni s így a betegséget terjeszteni.
2. A peritheciumok rendesen csak ősszel jelennek meg a lisztes bevonaton, mint apró, szabad szemmel éppen csak hogy kivehető fekete tokok, melyek a Lisztharmatgombák áttelelésére szolgálnak.

A peritheciumok belsejében különböző számú tömlőket, ezekben különböző számú tömlőspórákat találni, amelyek a következő tavasszal megérnek, felrepesztik a perithecium tokját s így kiszabadulva, szintén csiráznak s megindítják újabb betegség fejlődését.
A lisztharmat-gombáknak kb. 30 faja ismeretes Európában, amelyek főleg a peritheciumokon található különböző alakú micelium-függelékek (appendiculák vagy suffulcrák) alakjai szerint, majd a peritheciumokban található tömlők és az ezekbe zárt tömlőspórák száma szerint vannak nemekbe foglalva. Az Oidium nem alá pedig oly Lisztharmat-gombák tartoznak, amelyek fejlődésében csupán a conidium alak ismert.
A lisztharmat-gombák mind a termesztett, mind a vadon élő növényeken nagyon gyakoriak és többször igen nagy károkat okoznak. Némelyik faj (például a szőlőlisztharmat, Uncinula spiralis), csak egy-egy gazdanövényre, másik pedig (például a lóherelisztharmat, (Erysiphe Martii) több különböző nemzetségű, sőt családú növényen is károsít.

#### Példák lisztharmatgombákra
- Almafa – (Podosphaera leucotricha)
- Árvácska – (Oidium Violae)
- Fészkes- és keresztesvirágzatúak – (Erysiphe orontii)
- Gabonafélék (perjefélék) – (Erysiphe graminis)
- Gyertyán – (Oidium carpini)
- Juhar – (Uncinula bicornis)
- Kajszibarack és Szilva – (Podosphaera tridactyla var.tridactyla)
- Körte – (Phyllactinia suffulta),
- Köszméte, egres, Ribiszke, – (Sphaerotheca mors uvae)
- Krizantém – (Oidium chrysanthemi)
- Lóhere – (Erysiphe Martii)
- Málna és szeder – (Microsphaera rubi)
- Mogyoró – (Phyllactinia guttata)
- Napraforgó és dohány – (Golovinomyces cichoracearum)
- Naspolya – (Phyllactinia mali)
- Nyárfa és Fűzfa – (Uncinula adunca var.adunca)
- Orgona – (Microsphaera syringae)
- Ördögcérna – (Microsphaera Lycii)
- Őszibarack – (Sphaerotheca pannosa var.persicae)
- Paprika és paradicsom – (Leveillula taurica)
- Paradicsom – (Oidium neolycopersici)
- Pillangósok – (Erysiphe pisi var.pisi), (Microsphaera trifolii var.trifolii)
- Répa – (Erysiphe betae)
- Rózsa – (Sphaerotheca pannosa)
- Szőlő – (Uncinula spiralis)
- Tölgy – (Erysiphe alphitoides)
- Uborka – (Sphaerotheca fuliginea)

A lista nem teljes.
Védekezés
- Amennyiben a fertőzési veszély indokolttá teszi, kén illetve szerves hatóanyagú lisztharmatölő szerekkel eredményesen megoldható. A készítményeket célszerű a terméskártevők ellen alkalmazott kezelésekkel kombinálva kijuttatni.
- A permetezési fordulók általában 10–14 naposak. Ha nagy a fertőzés, akkor a fordulókat sűríteni kell.
- Felszívódó szerrel csak erős fertőzés, vagy fertőzésveszély esetén permetezzünk. Normál időjárási körülmények között egy kontakt szereket túlsúlyba helyező technológia is megfelelő védelmet nyújthat.
- Két felszívódó permetezéssel történő forduló után iktassunk be egy kontakt kört, ha az idő és a szőlő állapota engedi.

## Sárgásmoszatok okozta betegségek

### Peronoszpóra
Nemzetközi szó az újkori latin Peronospora nyomán, a görög peroné (tű, csat, kapocs) és szpora (mag, sarj) elemekből, a névadás indoka tisztázatlan. A kertek gombakártevői közül a Plasmopara viticola a legveszedelmesebb. kultúrnövényeken, főleg a szőlőn élősködik. Komoly károkat okoz azonban a paradicsom, a dohány és az uborka növényén is.
A peronoszpóra szabad szemmel nem látható sárgásmoszat-betegség. Úgy károsítja meg a növényeket, hogy kis hifái behatolnak a levelek, a zöld bogyók belsejébe, és ott élősködnek. A megtámadott növényi rész menthetetlen. A levelek elszíneződnek, vagy elszáradnak. A fürtök bogyói leperegnek, vagy összeszáradva a fürtön maradnak.

#### Védekezés
- Szőlősorok szélirányba telepítése, hogy a szél csökkentse a páratartalmat
- Kerülni a ködös, mély fekvésű területeken történő szőlőtermesztést
- Növényi maradványok megsemmisítése, hogy ne tudjon a gomba áttelelni
- Az ültetvény gyommentesen tartása, mert ez is párás mikroklímát okozhat.
- A védekezés legeredményesebb módja a megelőző permetezés.

Vegyszeres védekezés nélkül a termesztés lehetetlen. Az első kezelést 4–6 leveles állapotban kell elvégezni. Kritikus időpont a virágzás és a fürtzáródás között van. Csapadékos időszakban 8–10 kezelés (1 hetes permetezési forduló), szárazabb időben 4–6 kezelés (10–14 napos permetezési forduló) elegendő. Az első két kezelésre elegendő a kontakt hatóanyagú készítmény, a virágzástól a fürtzáródásig tartó időszakban 3–4 alkalommal felszívódó készítményt kell alkalmazni, míg az utolsó 2–3 alkalommal szintén kontakt készítménnyel kell védekezni.
- Nagy permetlémennyiség a jó fedettség miatt, mert a kontakt szerek csak ott hatnak, ahol beborítják a növényt

Azért, hogy elkerüljük a kórokozók gombaölő szerekkel szembeni ellenállóságának kialakulását a készítményeket váltva alkalmazzuk.
- Jég után azonnal permetezzünk
- 25 °C felett ne permetezzünk, mert perzselhet
- Fontos, hogy a szőlő jó kondícióban legyen, ehhez pedig jó tápanyag-ellátottság szükséges. A nitrogén és foszfor mellett nagyon fontos a kálium, mert a szőlő káliumigényes. Valamint a mikroelemekről se feledkezzünk meg. Legjobb, ha megvizsgáltatjuk a talajunkat, hogy azokban milyen tápelemek elérhetőek a szőlő számára.

## Egyéb levélfoltosságok

### Monília
A monília virágfertőző (illetve sebfertőző) kórokozó, ezért rügyfakadás illetve virágzás időszaka között kell védekezni ellene vegyszeresen. Amikor érik a gyümölcs, akkor egészségügyi okokból sem szabad permetezni.

## Atkák, rovarok okozta károsodások
A kertek gyakori kártevői az atkák, rovarok.

### Levélatkaformák
Egy szabad szemmel nem látható atka (Calepitrimerus vitis) okozza a szőlő akarinózist (levélgöndörödést). A megtámadott tőke levelein áttetsző, tűszúrásszerű központ körül, többnyire sugaras kiterjedésű halovány foltok keletkeznek. A levelek aprók maradnak, széleiken bepödrődnek, fodrosak lesznek, az idősebb levelek széle beszakadozik. A beteg tőke gyengén növekedik, a hajtás rövid ízű, a tőke pedig bokorszerű lesz. Az atkák az éves hajtások eredési helyén a kéregrepedésekben, továbbá a rügypikkelyek alatt telelnek át.
Védekezésmetszés után, rügyfakadás előtt és rügyfakadás után.

### Takácsatkák
Takácsatkafélék (Tetranychidae)

### Levélatkák
Levélatkaformák (Phyllocoptinae)

### Gubacsatkák
Gubacsatkafélék (Eriophyidae)

### Levéltetvek
- Sárga burgonya-levéltetű (Aphis nasturtii)

A levéltetvek téli gazdanövényeiken tojás alakban telelnek (pl. téli gazdanövénye a varjútövis)
- Csíkos burgonya-levéltetű (Macrosiphum euphorbiae)
- Fekete levéltetű (Aphis fabae)
- Uborka-levéltetű (Aphis gossypii)

A fiatal hajtáson, és a levélfonákon szívogatnak. A levél a növekedésében visszamarad. Ragacsos mézharmatot termel, amin korompenész telepszik meg. Szabad földön kiültetés után károsít, esetenként vírusterjesztő tevékenységük lehet jelentősebb: gladiólusz fehér csíkosságát okozó (Bean yellow mosaic virus, Cucumber mosaic virus) vírusok terjesztésében játszanak szerepet.
- Foltos burgonya-levéltetű (Aulacorthum solani)
- Fekete foltos pince-levéltetű (Rhopalosiphoninus latysiphon)

A pincékben, ill. szabadföldön a föld alatti szárrészeken fordulhat elő.
- Fekete cseresznye-levéltetű (Myzus cerasi)

A világon mindenfelé megtalálható, a cseresznye- és meggyfák leveleit és hajtásait szívja. Szívogatásuk nyomán a levelek torzulnak és a fonák felé sodródnak, a megtámadott hajtások gyengébben fejlődnek, növekedésük lelassul, súlyos esetben megáll.
- Zöld őszibarack-levéltetű (Myzus persicae)

A levéltetvek téli gazdanövényeiken tojás alakban telelnek (pl. a Myzus persicae téli gazdanövénye az őszibarack, az Aphis nasturtiié a varjútövis).
- Zöld levéltetű (Macrosiphum rosae)

A rózsákat támadja meg. Színezete általában zöld, bőre majdnem átlátszó. A színeltérések bizonyos mértékig a zöld levéltetű testnedvének színétől függnek. Csápjai, a testével majdnem egyforma hosszúak, és hátrafelé nyúlnak el a test fölött.
- Hamvas szilva-levéltetű (Hyalopterus pruni)
- Lisztes káposzta-levéltetű (Brevicoryne brassicae)

Az egész világon a keresztesvirágúakat lepi el (ide tartozik a káposzta is).
- Kis málnalevéltetű (Aphis idaei)

Annak ellenére, hogy az egész tenyészidőszakban a málnán tartózkodik, csupán a tavaszi időszakban okozott levél- és hajtáskártétele érdemel említést. A hajtások a növekedésben visszamaradnak, a levelek torzulnak.

### Vértetű
A vértetű (Eriosoma lanigerum) egy Amerikából behurcolt kártevő rovar, legjelentősebb almakártevők egyike. Az alma hajtásán, vesszőjén és a gyökerén egyaránt károsít. A vértetvek testét fehér, vattaszerű, viaszos váladék takarja és ez jól látható a károsított növényrészeken is.
A megtámadott növényen, a szívogatás helyén, a vértetű nyálának hatására térfogatnövekedés alakul ki.
A föld feletti részeken a kártétel látványosabb, viszont a gyökereken jelentkezett kártétel jelentősebb. A gyökereken áttelelő népesség egy része tavasszal zöldbimbós állapottól a fa koronájába vándorol. Ekkor még viaszváladék nem fedi a testüket. Későbbiekben a törzsön sérülések mentén, vízhajtásokon, de új hajtásokon is kialakulnak vértetű kolóniák. A vértetűk testnedve piros színű, innen kapta nevét. Évente több nemzedékük van.

### Szőlőgyökér-tetű
Más néven szőlőtetű vagy filoxéra. Észak-Amerikából behurcolt tetű. Kinézetre a levéltetvekhez hasonló felépítésű. Szőlőgyökereken telepszik meg, meggátolja a szőlőtőkék növekedését, orsó alakú daganatot okozva és gombásodást előidézve, sok esetben ki is irtja a szőlőnövényt.

### Kaliforniai pajzstetű
A kaliforniai pajzstetű v. San José-pajzstetű (Quadraspidiotus perniciosus) a kerek pajzsú pajzstetvek közé tartozó, legveszedelmesebb és legártalmasabb hazai pajzstetvünk. Hazája Kelet-Ázsia, ma már mind az öt világrészben honos.
Bár sok gazdanövénye van, legszívesebben az almát, körtét, szilvát és ribiszkét lepi el. Ezeken hajlamosa tömeges elszaporodásra, ezért megtelepedése után néhány év alatt zsúfolt telepekben terjed szét a megtámadott fa minden fás részén. Nedvszívása, még inkább azonban a szívótevékenységgel egyidejűleg bebocsátott nyála révén a héj alatt vörös elszíneződés mutatkozik, a károsabb hatás azonban abban nyilvánul meg, hogy az erősen ellepett vesszők és ágak nem tudnak őszig beérni és áldozatul esnek a téli fagynak.

### Díszbogarak
A díszbogarak (Buprestidae) legtöbbször az elhanyagolt faállományú kertekben, vagy azok közelében találhatók nagyobb számban. A bronzbogarak fémfényűek, míg a fekete díszbogarak, fehér foltokkal tarkítottak.
Kétféle kártétele van: a növény zöld részeit megrágják, majd a gyökértörzsben, a gyökérnyaki részben kanyargós járatokat készítenek, itt fejlődnek ki a lárváik. Ez utóbbi kártételük a koronarész pusztulását is okozhatja.

### Cserebogár
A cserebogár (Melolonthinae) valamennyi gyümölcstermő és szántóföldi növényt károsítja, de nem csak a bogár, (levélrágás), hanem annak a föld alatt több évig fejlődő lárvája is károsít. Megrágja vagy kiodvasítja a főgyökereket, a gyökértörzset, ami a fa, szőlőtőke, málna, vagy az eper (szamóca), részleges, vagy teljes pusztulásához is vezethet.
Mechanikai védekezéssel lehet gyéríteni, a bogarakat (a reggeli órákban lerázni a dermedt bogarakat), valamint talajmunkáknál összeszedni a pajorokat (mindkét esetben a baromfiaknak kedvenc csemegéje), elpusztítani, elégetni azokat. Megelőzés érdekében a telepítés előtt fertőtleníteni kell a talajt, növényvédő szerekkel a rajzás évében a legcélszerűbb védekezni.

### Málnabogár
A málnabogár (Byturus tomentosus) főként málnán és szedren károsít, az előbbinél gyakrabban fordul elő, szintén kanyargós járatokat rág a szeder, vagy málnavesszőn, azon sima felületű megvastagodások keletkeznek és a vessző-, és a termés pusztulását okozzák.
A kis málnabogárnak évente egy nemzedéke fejlődik. Imágó alakban telel át a talajban, a málnatövek alatt. Tojásait a málna virágába helyezi. A kikelő lárvák károsítják a termést. Az érési ciklusban a bogár és lárvája is károsít. Belerág a bimbóba, amely elpusztul, vagy féloldalasan fejlődik, a lárva a virágrészeket rágja meg, összefurkálja a termést, így elősegíti a szürkerothadás (botrítisz) kialakulását, megtelepedését.

### Kendermagbogár
A kendermagbogár (Peritelus familiaris) a homoki szőlők és fák kártevője, kiodvasítja a rügyeket, széttúrja a rügypikkelyeket. Kora tavasszal vegyszeres permetezéssel védekeznek a kártétele ellen.

### Vincellérbogarak
A Otiorrhynchus nem. Több faja a mezőgazdaság kártevője, de némelyek, mint pl.: a barázdáshátú-, a kalló, vagy a hamvas vincellérbogár megjelenik a gyümölcsösökben, vagy szőlő ültetvényeken. A lárvák a fiatal fák, és a szőlő gyökérzetében tesznek kárt, míg a bogarak ezek levélzetében károsítanak.
A kiskertekben a kis és a nagy vincellérbogár lárvái a szamóca, málna és a szőlő gyökereit rágják meg, a gyökértörzs kirágásával a növény pusztulását okozzák. A bogarak a levélzeten okoznak jelentős kár. A lárvák kártételét, tavasszal talajfertőtlenítő szerekkel, a bogarakat – tömeges előfordulás esetén, (június hónapban) vegyszeres porzással előzik meg.

### Levélbarkók
Phyllobius nem. Több fajuk közül a gyümölcsösökben a közönséges-, a gyümölcsfa-, az ezüstös-, és a nyárfabarkók, a levelek megrágásával igen nagy pusztítás végeznek. Tömeges előfordulásukkor vegyszeres védekezés ajánlott.

### Eszelények
Eszelényfélék (Attelabidae)
- A szamóca-eszelény a virágkocsányt furkálja meg, ennek következtében a rajta fejlődő valamennyi virág és bimbó elpusztul.

### Burgonyabogár
A burgonyabogár (Leptinotarsa decemlineata) a levélbogárfélék (Chrysomelidae) családjába tartozik, ami a bogarak fajokban második leggazdagabb családja. Tagjai gyakran élénk színűek, fémfényűek. Testük általában tojásdad, gömbölyű, zömök, ritkábban megnyúlt. Fejük sok fajnál mélyen behúzódik az előtor alá. Csápjaik fonalasak vagy gyöngysorhoz hasonlóak. A pajzsocska jól látható. Lábfejeik négy ízűek. A hímek rendszerint kisebbek, karcsúbbak, csápjaik vékonyabbak és hosszabbak, első két pár lábukon a lábfejízek szélesebbek, továbbá lábaik hosszabbak és lábszáraik hajlottak lehetnek. Növényevők, a lárvák egy része a növények belső szöveteit rágja, többnyire azonban a növények felszíni részein fejlődnek és egyesek igen jó mesterei az álcázásnak. A kifejlett bogár leveleket fogyaszt, Több fajuk jelentős mezőgazdasági kártevő
A burgonyabogár 5,5–11 mm, szárnyfedőin általában szalmasárga alapon 5-5 hosszanti, fekete sáv van, fején és előhátán pedig sötét foltok találhatók, de fekete vagy éppen sárga egyedek is előfordulhatnak. Melegigényes faj, az őshazája Mexikó, innen került az USA-ba, Colorado sziklás területeire, ahol a vad Solanum rostratum fajon élt. Amikor itt 1850 körül termeszteni kezdték a burgonyát, arra is áttelepült. 1947-ben hazánkban is megjelent. A burgonya mellett más vadon növő vagy termesztett növényeken, pl. a paradicsomon, de akár még a fiatal nyárasokban is jelentős károkat okozhat. A nőstény 90–100 petét rak a burgonya levelére. A belőlük kifejlődő lárvák eleinte halványsárgák, később a vedlések előtt vörösek, a vedlések után pedig narancssárgák lesznek. Az egyes vedlések után a levedlett lárvabőrt elfogyasztják. A lárvák a petéből való kikelésüktől számított 19–29 nap múlva már be is bábozódnak, de addig a kikelési tömegükhöz viszonyítva a testsúlyuknak 214–szeresére gyarapodnak, miközben 0,8 g levelet fogyasztanak el. A talajban bábozódnak, s a talaj hőmérsékletétől függően a bábállapot 5,5–12 napig tart. A faj kártételét csak fokozza, hogy kétnemzedékes (áttelelő és nyári nemzedéke is van), s így a burgonya levelein a bogár és a lárva egyidejűleg is előfordul. Továbbá a bogarak terjeszthetik a gazdanövény vírusait is.

### Nagy nyárlevelész
A nagy nyárlevelész (Melasoma populi) szárnyfedői vörösek, nyakpajzsa fémes fekete, mérete 10–12 mm. Fűz és nyár levelét rágja. A kifejlett bogár és a lárva egyaránt a gazdanövény leveleit fogyasztja, de amíg a fiatal lárvák csak a levelek felszínét hámozgatják, addig az idősebb lárvák és a kifejlett bogarak a teljes levéllemezt elfogyasztják, s csak a főbb ereket hagyják meg. Kedvező körülmények között évente akár 3–4 nemzedék is kifejlődhet.
Kártétele fiatal füzesekben, nyárasokban, csemetekertekben tetemes lehet, ugyanis a talajban, az avar alatt, vagy éppen kövek között áttelelő imágók már kora tavasszal megjelenhetnek és ilyenkor lerágják a fiatal fák rügyeit.

### Almamoly
Az almamoly (Cydia pomonella v. Laspeyresia pomonella v. Carpocapsa pomonella) a kertekben lévő almafákat támadja meg. Az almafa termésébe befúrja magát, s ott lerakja petéit. Majd később a petéből lárva(hernyó)lesz, a lárva bebábozódik majd később a bábból kifejlett lepke lesz (ahogyan a szilvamoly és a káposztalepke is).

### Almalevél-aknázómoly
Az almalevél-aknázómoly (almalevél-sátorosmoly, Phyllonorycter corylifoliella) ha tömegesen szaporodik, egy-egy levélen akár 25-30 aknát is képeznek a hernyói. Ilyenkor a deformált levelek lehullanak, és a következő évi termőrügyek nem tudnak kellőképp beérni. A gyümölcsültetvényeken jelentős károkat okozhat az alma, körte és meggy fáin.

### Bagolylepkék
A bagolylepkefélék (Noctuidae) a legfajgazdagabb lepkecsalád, kártétel nyár közepe után jelentkezik. Hernyója szabálytalan rágással lyukat rág és kiüregesíti a bimbót, a lárva élete egy részét rejtett helyen éli.

### Gammalepke
Az ezüstgammás aranybagoly (Autographa gamma) első pár szárnya hosszúkás háromszög alakú. Ezen a szárnyukon jellegzetes rajzolat van, mely tipikus esetben a szárnyak külső felében elhelyezkedő vese vagy bab alakú vesefoltból, ezen belül körfoltból, és a körfolt alatt látható hosszirányban megnyúlt csapfoltból áll. Emellett a szárny bármely részén zegzugos haránt sávok alakulhatnak ki. Nyugalmi helyzetben első pár szárnyukat a potrohukra fektetik, a második párat pedig ez alá redőzik. Nagy részük éjszaka repül, de vannak nappal mozgó fajok is. 
Hernyóik – néhány kivételtől eltekintve – csupaszok, gyakran bibircsesek. Több száz hazai fajuk van. Gamma(bagoly)lepke szárnyai barnák. Az első pár szárnyon görög gamma-betűre emlékeztető ezüstös rajzolat van. Nagyon gyakori. Nappal is repül. Vándorlepke.

### Barackmoly
(Anarsia lineatella)

### Farontó lepkék
(Cossidae)

### Keleti gyümölcsmoly
Keleti gyümölcsmoly (Grapholita molesta v. Aspila molesta)

### Kéregmoly
Kéregmoly (Enarmonia formosana)

### Körtemoly
Körtemoly (Cydia pyrivora v. Laspeyresia pyrivora)

### Szőlőmolyok
- Tarka szőlőmoly (Lobesia botrana)

A virágot, fürtkezdeményt és a fürtöt károsítják. A szőlőszemeket kiodvasítják, a károsított termés bebarnul, botritisz támadhatja meg. Károsítása jelentősebb a nyerges szőlőmolyénál, ősszel már csak a tarka szőlőmoly károsít. Szövedéket nem készít.
- Nyerges szőlőmoly (Eupoecilia ambiguella)

Sűrű szövedékben károsítanak hernyói, a virágot, fürtkezdeményt és a fürtöt károsítják. Az első nemzedék a bimbót, virágokat rágják le, a 2. nemzedék hernyói az éretlen bogyókban táplálkoznak. Nedves időjárás esetén a botritisz fertőzheti a megrágott fürtöt.

### Szilvamoly
(Grapholita funebrana v. Aspila funebrana)

### Üvegszárnyú lepkék
(Sesiidae)

### Kósza lószúnyog
A kósza lószúnyog (Tipula oleracea) hatalmas szúnyogra emlékeztet. Lábaik feltűnően hosszúak. Hátukon V alakú varrat van. Szívókájuk szúrásra nem alkalmas. Virágok nektárját szívogatják, lárváik vízben vagy talajban élnek. A közönséges lószúnyog szárnya elülső szegélye sötét színű. Csápostora első íze világosbarna. A káposzta és néhány más zöldségféle palántáiban tetemes kárt okozhatnak. Ezernél is több petéjét a talajba rakja. A fiatal lárvák jobbára a föld felszínén tartózkodnak és leveleket fogyasztanak. A fejlettebbek a talaj felsőbb rétegeiben furkálnak és a gyökereket rágjak, de éjszaka a ők is a felszínre jönnek.

### Gyötrő szúnyog
A gyötrő szúnyog (Aedes vexans) szárnyereit keskeny pikkelyek borítják. Hímek csápja tollas. Nőstények többnyire vérszívók, míg a hímek növényi nedveket nyalogatnak. Kb. 4 mm, lábfejízek tövét keskeny fehér gyűrű veszi körül. Fekete potrohán fehér haránt sávok vannak.
A nőstény petéit egyesével növényekre rakja, amelyeket később elönti a víz. Lárvái vízelvezető árkokban, pocsolyákban tömegesen fejlődnek. A lárvák 4-5 nap alatt kifejlődnek és 2-3 napos bábállapot után megjelenik a kifejlett szúnyog. A nőstények vérrel, a hímek növényi nedvekkel táplálkoznak.

### Nyugati dióburok-fúrólégy

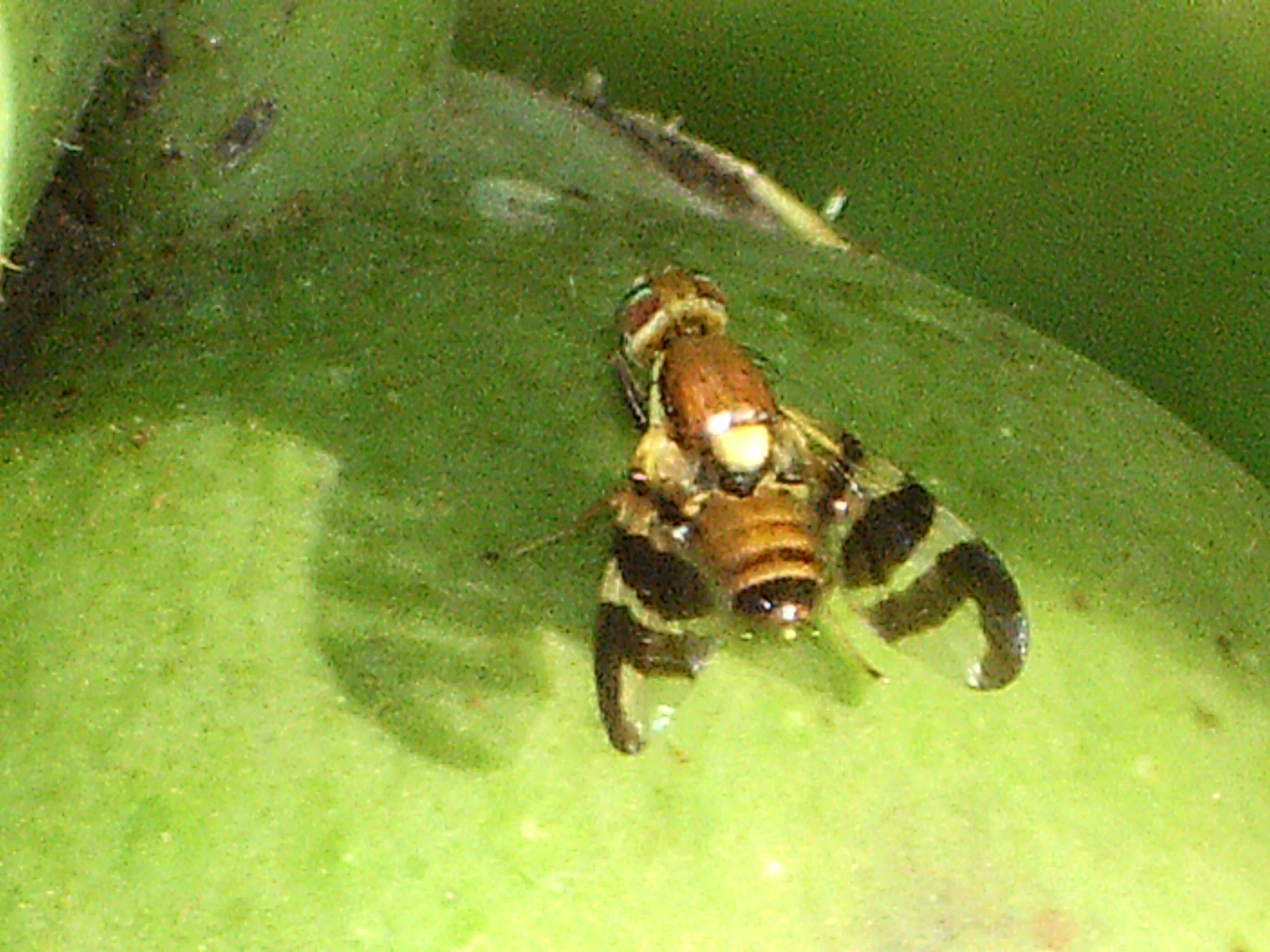
Nyugati dióburok-fúrólégy

A dióburok-fúrólégy (Rhagoletis completa) a fúrólegyek családjába és a Trypetinae alcsaládba tartózó inváziós faj, amelyet először 1926-ban, egy dióültetvényben találták meg Kaliforniában. Őshazájának Középnyugat-Amerikát és Északkelet-Mexikót tartják.
Európában először Svájcban, az 1980-as évekből származó múzeumi példányok között találták meg. Ültetvényben először 1991-ben Olaszországban azonosították.
Magyarországon először 2011 októberében Kőszeg külterületén találtuk meg nyüveit. Feltételezhető, hogy természetes úton terjedt át Ausztriából Magyarországra. Nagyobb tömegben 2012-ben jelent meg az Észak-Amerikából behurcolt kártevő. 
Tünetek
- A dióbelet többnyire csak közvetve károsítja, korai rágásával csökkentve a dió méretét, előidézve a dióbél ráncosodását, illetve a dió idő előtti hullását. A légy a petéit a zöld dióra rakja. A lárvái a termésburok alá rágnak és ott fejlődnek.
- A dió burka feketedik, a termésre tapad, így gusztustalanná válik, emellett korai terméshullást is előidézhet. Puha csonthéjú diók esetében képesek a csonthéjba is berágni.
- Elősegítheti a kórokozók megtelepedését a terméseken, így akár a dió penészesedését is.
- A tisztítás során megnehezíti a dióburok eltávolítását. Még alacsonyabb fertőzés mellett is rontja a héjas dió minőségi mutatóit, illetve többletköltséget okoz, hiszen az emberek nem szívesen vásárolnak foltos héjú diót, még akkor sem, ha a belseje egészségesnek mondható.
- Ezeket a dió héján megjelenő sötét foltokat nagynyomású vízsugárral vagy fehérítéssel lehet csak eltávolítani.

### Cseresznyelégy
A cseresznyelégy (Rhagoletis cerasi) mérete 3–4 mm, fekete–sárga színű, szárnyán 4 sötét haránt sáv van. Tora fekete. A cseresznye kukacosságát okozza (a lárva valójában nyű!). Május-júniusban petézik a cseresznye szártövére. Nyüvek belefurakodnak a szemekbe. A fejlett lárva a talajra ereszkedik és a talajban bebábozódik. Báb telel át.

### Házilégy
A házilégy (Musca domestica) az igazi legyek (Muscidae) családjába tartozik. Közepes méretű legyek, jórészt nedveket szívogatnak. Számos kórokozót terjesztő, gazdasági kártevő, de jó néhány hasznos virágokat megporzó is van közöttük.
A házilégy torán 4 sötétebb hosszanti sáv látható. Alapszíne szürkésfekete. A hím szemei csaknem érintkeznek, a nőstények szemei között a homlok széles. Kozmopolita. Trágya- és szemétdombokon tenyészik. 1 kg sertéstrágyában 15 ezer is fejlődhet. Évente három nemzedéke van.

### Málnagubacsszúnyog
Szeder szárán sárga repedéseket okoz.

## Csigák

### Nagy meztelencsiga
A nagy meztelencsiga (Limax maximus) a meztelen csigák (Limacidae) családjába tartozik. Háza nagymértékben redukálódott, amennyiben az kívülről nem látható, csupán a hátoldalon, a bőr alatt elhelyezkedő csenevész meszes lemez formájában maradt meg. Testük hosszú, megnyúlt, farki részük kihegyesedett és a hátoldalán hosszanti lefutású bőrtaraj szokott kialakulni. Köpenyük elülső részét, mely ráborul a nyaktájék hátoldalára, pajzsnak nevezzük. A köpenyüregükbe vezető nyílás (légzőnyílás) a pajzs közepe mögött jobb oldalon helyezkedik el. A test kiszáradását megakadályozó héj hiányában erősen nedves környezethez kötött állatok. Ezért nappal legfeljebb esős időben láthatók, egyébként párás rejtekhelyekre húzódnak vissza. Táplálék után éjszaka járnak. A kiszáradás ellen csak részben védi őket erőteljes nyálkaképződésük. Növényevők, olykor növényi kártevők.
A Limax nembe tartozó fajok hátoldala, de legalábbis „farokvége” tarajos. A nagy meztelencsiga elérheti a 15 cm-es hosszúságot is. Kertekben, pincékben nem ritka.

### Spanyol csupaszcsiga
A spanyol csupaszcsiga (Arion lusitanicus) légzőnyílása a pajzs közepén helyezkedik el. 
Gesztenyebarna, világosbarna, téglavörös, narancssárga, szürke és fekete változata létezik, oldalán gyakran sötét oldalsáv húzódik. Talpa fehéres, nyálkája színtelen. Az Ibériai-félszigetről származik, az 1990-es évek elejére északon elérte Skandináviát, Ausztriát. A szúrós, büdös növényeken kívül minden zöldet lerágnak, ráadásul májustól egészen a fagy beálltáig pusztítanak.